# Heiko Tamm
Heiko Tamm (Tartu, Estonia, 18 de marzo de 1987) es un futbolista estonio que juega como centrocampista en el Tammeka en la Meistriliiga.

## Carrera
Tamm se formó en las categorías inferiores del Tammeka, recién en el año 2005 fue traspasado al equipo titular.
En el año 2014 fue traspasado al Levadia Tallinn, jugó la primera ronda previa de la Liga de Campeones de la UEFA 2014-15, donde hizo un gol, ante La Fiorita, en los últimos minutos del partido de ida.

## Clubes
| Club            | País    | Temporada   |
| --------------- | ------- | ----------- |
| Tammeka         | Estonia | 2005 - 2014 |
| Levadia Tallinn | Estonia | 2014 - 2015 |
| Tammeka         | Estonia | 2015 - Act. |

## Palmarés
Levadia Tallinn
- Meistriliiga: 2014